# Pararu-azul
Pararu-azul (nome científico: Claravis pretiosa), também conhecida como rola-azul, pomba-pararu, picuipeba e pomba-de-espelho ou rolinha-azulada , é uma espécie de ave da família dos columbídeos que ocorre em quase toda a América Latina. Tais aves medem cerca de 19 cm de comprimento.

## Etimologia
"Juriti" vem do tupi yuru'ti. "Pomba" vem do latim palumba. "Picuipeba" vem da junção dos termos tupis piku'i, "pombinha" e pewa, "chato".

## Taxonomia
O gênero Claravis foi introduzido em 1899 pelo ornitólogo americano Harry C. Oberholser com o pararu-azul (Paraclaravis pretiosa) como espécie-tipo. O nome do gênero combina o latim clarus que significa "distinto" ou "claro" com avis que significa "pássaro". Claravis anteriormente incluía o pararu-espelho e o pararu-de-peito-escuro (Paraclaravis mondetoura), além do pararu-azul, mas as duas primeiras espécies foram reatribuídas ao gênero Paraclaravis devido à descoberta de que a Claravis tradicional não era monofilética. Um estudo realizado usando sequências de quatro genes mitocondriais e um gene nuclear, que incluiu representantes de 15 das 17 espécies do grupo, recuperou o pararu-azul como o clado com maior suporte.